# Polgár Tibor (zeneszerző)

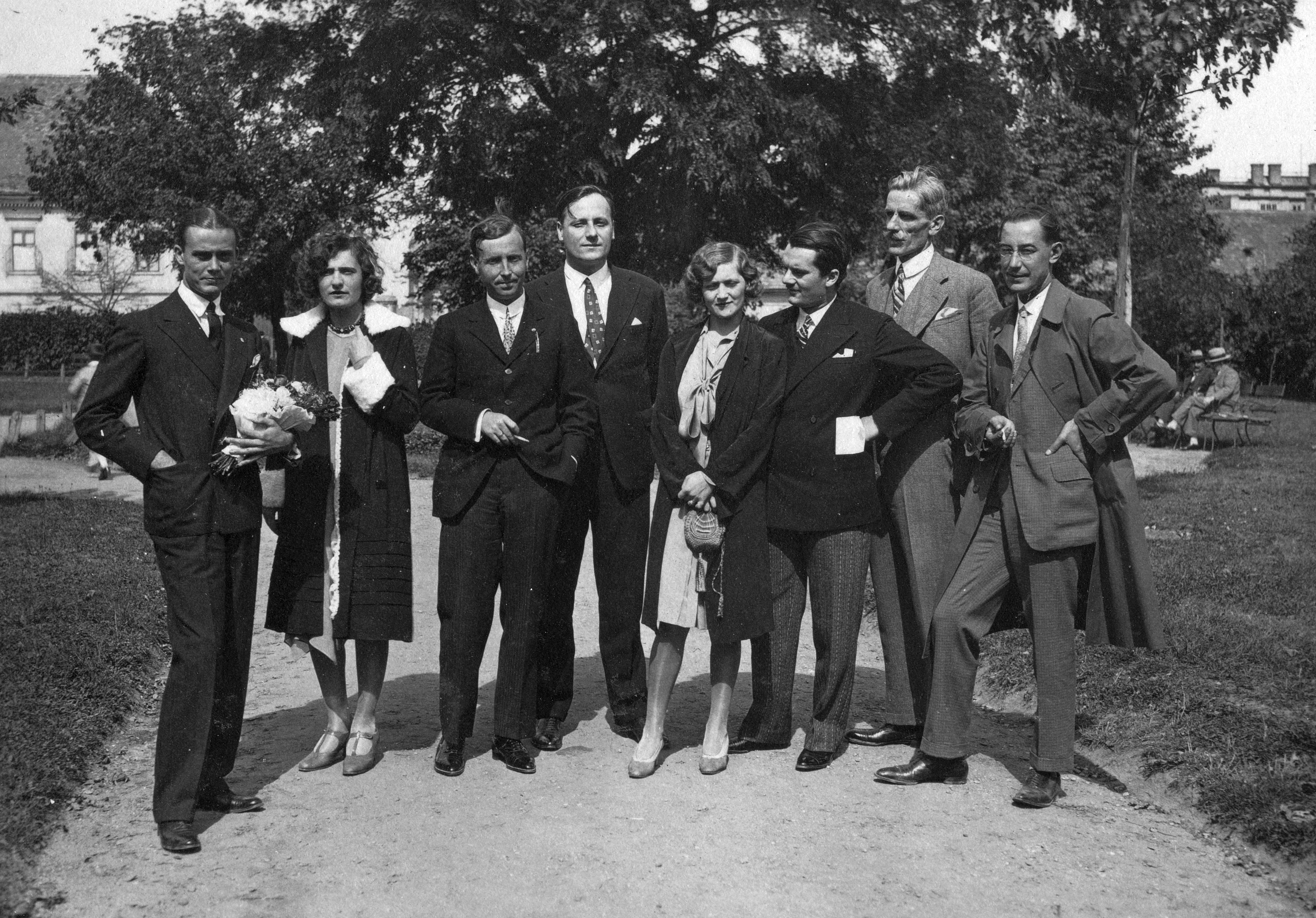
Polgár Tibor (jobbról a harmadik), balra tőle első felesége a Magyar Rádió 1928-as győri „matinéján”

Polgár Tibor (Budapest, 1907. március 11. – Toronto, 1993. augusztus 26.) magyar zeneszerző, karmester, zongoraművész. Laky Tóth Erzsi énekesnő, színésznő, majd Nagykovácsi Ilona dizőz férje. Nagybátyja vitéz Sziklay György István tábornok. IPI névazonosítója 00024621218.

## Életpályája
Szülei Polgár Géza magánhivatalnok, újságíró és Sziklay Sarolta Karolina voltak. 1917 és ’25 között a Magyar Kir. Állami Madách Imre Gimnázium diákja volt, majd a Pázmány Péter Tudományegyetem esztétika-művészettörténet szakos hallgatója. Ezzel párhuzamosan a Nemzeti Zenedében klarinét, zongora és zeneszerzés (Lajtha László) szakokon tanult, később a Zeneakadémián Kodály Zoltán, Siklós Albert és Keéri-Szántó Imre növendéke volt (zeneszerzés–zongora). 
1925-től az akkor alakult Magyar Rádió zenei mindenese. Zongorán kísért slágertől operaáriáig mindent, vezényelt, zenét szerzett, de a „zajbrigádba” is besegített. 1929-ben a zsidó származású Polgár áttért a református hitre. Az 1930-as években a Nemzeti Színház karmestereként is tevékenykedett. 1944-ben a zsidótörvények miatt nem dolgozhatott; Nagykovácsi Ilona bújtatta, akivel 1947-ben összeházasodott.  
A felszabadulás után részt vett a romokban álló Magyar Rádió újjászervezésében, 1945. május 1-jén, az első adásnapon dr. Palló Imrét kísérte zongorán. Ettől a naptól „vezető karnagy” a zenei vezető Lajtha László mellett. 1946 januárjától az új könnyűzenei osztály vezetője. Júniusban debütált a Budapest I. rádióadó általa komponált szünetjele. 1947 októberétől a Rádió Műsortanácsának tagja. 1949 júniusában nevezték ki az intézmény művészeti igazgatójának. 1954-ben a rádió, 1955-ben színpadon az Operaház mutatta be főművét, A kérők című vígoperát Kisfaludy Károly vígjátéka nyomán. 1958–1961 között a Petőfi Színház és a Jókai Színház zenei vezetőjeként dolgozott. 
1961-ben feleségével emigrált az NSZK-ba. 1962–1964 között a Philharmonia Hungarica társkarmestere volt. 1964-ben Kanadába települtek át, 1969-ben kapták meg az állampolgárságot. Otthonuk az emigráns amerikai magyar művészek találkozóhelye volt. 1965–66-ban a Torontói Egyetem Szimfonikus Zenekarát vezette. 1966–1975 között a Torontói Egyetem operaszakának és a Canadian Opera Company-nak volt tanára, korrepetitora. 1976–77-ben a York University-n tanított hangszerelést. Az 1980-as években már csak a komponálásra koncertrált.
Számos színpadi, zenekari, kamara- és kórusmű mellett pályája során körülbelül 200 film és 500 rádiójáték zenéjét szerezte. Előszeretettel használt magyar népzenei elemeket. Különösen szerette a hárfát, mivel gyerekkorában egy ideig Revere Gyula hárfás tanította zongorázni, aki hárfán mutatta meg neki, hogy miképp játsszon. A hangszert ezért az átlagosnál jobban ismerte. Számos hárfás darabot ajánlott Torontóban Reményi Zsuzsa hárfásnak. Hagyatékának gondozója Michael Remenyi hangszerész és hangszerkereskedő lett, aki Reményi Zsuzsa testvére, a Reményi hangszerész dinasztia tagja.
Budapesten egy szabadkőműves páholy tagja volt.
Sírja a Farkasréti temetőben látogatható (60/1-1-23).

### Magánélete
1929. augusztus 3-án, Budapesten házasságot kötött Laky Tóth Erzsi (Tóth Erzsébet Mária) operaénekesnővel. Második feleségével, Nagykovácsi Ilona énekesnővel 1947. július 10-én kötött házasságot.

## Főbb művei

### Színpadi művek
- Florentin kalap (operett, 1948)
- A furfangos özvegy (daljáték, 1948)
- A szelistyei asszonyok (rádióoperett, 1949)
- A kérők (vígopera, 1955)
- A European Lover (opera, 1965)
- The Troublemaker (opera, 1968)
- The Glove (opera, 1973)
- A Strange Night (opera, 1973)

### Egyéb művek[14]
- Miniatűrök (zenekari szvit)
- A puszta (zenekari szvit)
- Verbunkos-szvit (1951)
- Kossuth-kantáta (kantáta, 1952)
- Variations on a Hungarian Folksong (hárfára, üstdobok és vonószenekarra, (1960)
- The Last Words of Louis Riel (kantáta, 1966)
- Lest We Forget the Last Chapter of Genesis (kantáta, 1970)
- Ilona’s Four Faces (klarinétra és zenekarra, 1970)
- Notes on Hungary (fúvósegyüttes, 1970)
- Pentatonia (fúvósegyüttes, 1975)
- Three Poems in Music (zenekarra, 1977)
- Two Symphonic Dances. In Latin Rythm (koncert fúvószenekarra, 1982)
- Fanfare of Pride and Joy (12 trombitára és fúvószenekarra, 1982)
- Concerto Romantico (hárfaverseny, 1985)
- The Four Seasons (zenekarra, 1987)
- The Voice of the Soul (zenekarra, bem. 1990)

## Filmzenéi
- Az új földesúr (1935, Ránki Györggyel)
- Szenzáció! (1936)
- Zivatar Kemenespusztán (1936)
- Az aranyember (1936, Ránki Györggyel)
- Torockói menyasszony (1937)
- Pergőtűzben (1937)
- Pusztai szél (1937)
- Te csak pipálj, Ladányi! (1938)
- Halálos tavasz (1939)
- Dankó Pista (1940, Sándor Jenővel)
- Hazajáró lélek (1940)
- Rózsafabot (1940)
- Gyurkovics fiúk (1940-1941)
- Egy tál lencse (1941)
- Magdolna (1941)
- A szűz és a gödölye (1941)
- Szép csillag (1942)
- Szíriusz (1942)
- A tökéletes család (1942-1943, Egyed Miklóssal)
- Valamit visz a víz (1943)
- Ördöglovas (1943)
- A tanítónő (1945)
- Ének a búzamezőkről (1947)
- Beszterce ostroma (1948)
- Zöld-sárga-piros (1949)
- Díszmagyar (1949)
- Déryné (1951)
- Erdei sportverseny (1952)
- Budapest (1953)
- Kutyakötelesség (1953)
- A bűvös szék (1954)
- Rokonok (1954)
- Pixi és Mixi a cirkuszban (1954)
- Fel a fejjel (1955)
- Gázolás (1955)
- Tanár úr kérem… (1956)
- Bakaruhában (1957)
- Nyitva a kiskapu (1958)
- Don Juan legutolsó kalandja (1958)
- Felfelé a lejtőn (1959)
- Vörös tinta (1960)
- In Praise of Older Women (1978, a filmben látható is)

Számtalan kanadai tévéműsorhoz is komponált zenét.

## Díjai
- Erkel Ferenc-díj (1952, 1953)
- A Magyar Érdemrend tisztikeresztje (1993)